# Burg Scharosch
Die Burg Scharosch (slowakisch Šarišský hrad, ungarisch Sárosvár) ist die Ruine einer Höhenburg in der Ostslowakei. Sie erstreckt sich auf dem Berg Šarišský vrch (570 m n.m.), einem kegelförmigen Andesithügel oberhalb der Kleinstadt Veľký Šariš und des Tals der Torysa. Die Burg gibt dem ehemaligen Komitat Sáros sowie der heutigen Landschaft Šariš ihre Namen.

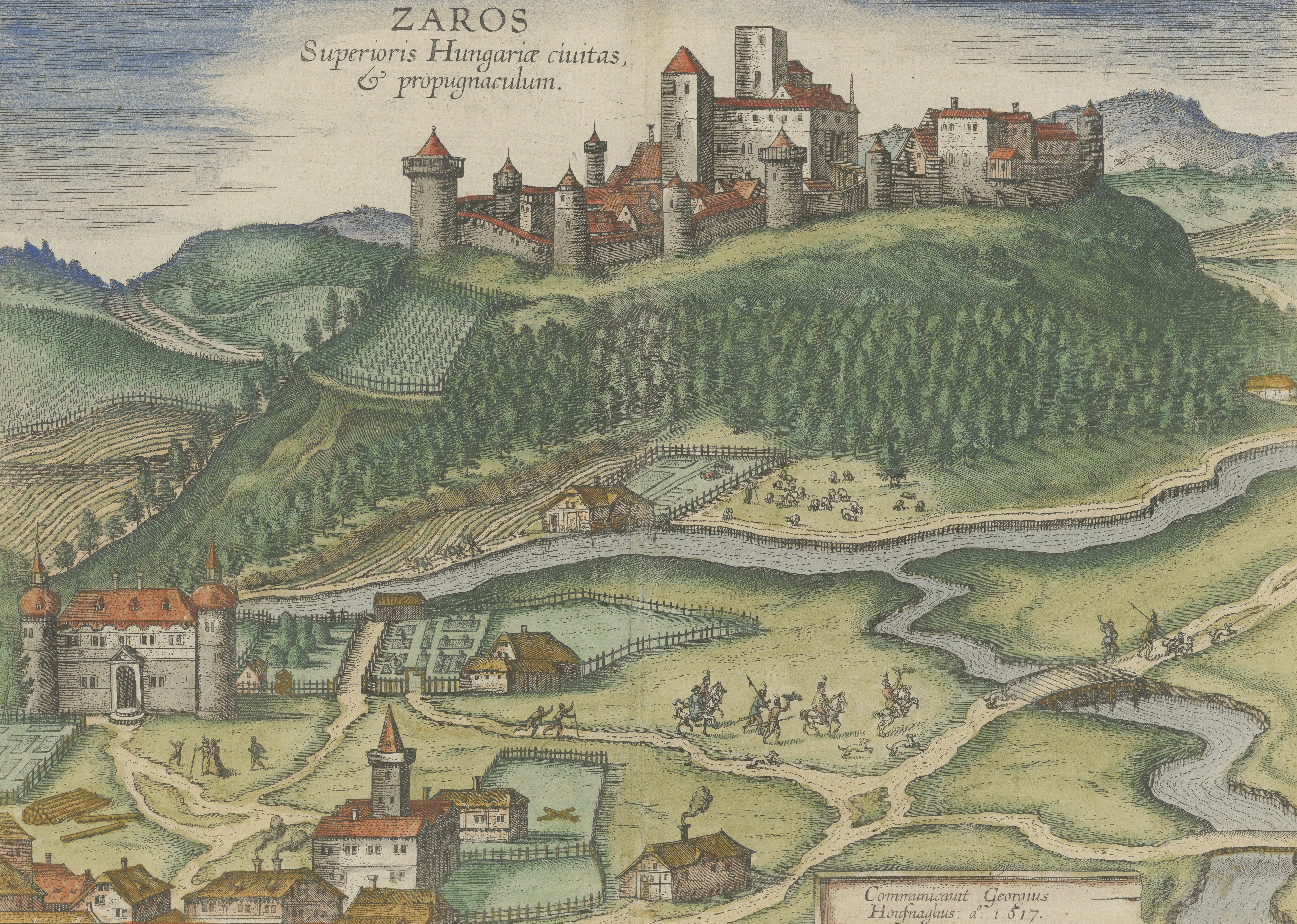
Historische Darstellung der Burg, 1617 (Georg Hoefnagel)

## Geschichte
Die Burg entstand im 13. Jahrhundert, genauer kurz nach dem verheerenden Mongoleneinfall 1241, als der damalige König Béla IV. ein Burgenbauprogramm anordnete. 1245 wird die Burganlage als castrum Sarus erwähnt. Sie schützte einen Handelsweg im Torysatal und war der ursprüngliche Sitz der Gespanschaft Sáros. Anfangs gehörte sie zur königlichen Verwaltung, dennoch kam die Burg im Rahmen der Feudalisierung zum Geschlecht Soós, das ein Anhänger des Oligarchen Matthäus Csák war. Nach der verlorenen Schlacht von Rozhanovce im Jahr 1312 wurde die Burg wieder in königlichen Besitz genommen. 1436 wurde die Burg an das Geschlecht Perényi verpfändet, die zudem auch Gespane der Gespanschaft Sáros wurden. 1441–1460 war die Burg durch Johann Giskra besetzt, dies wurde jedoch rückgängig gemacht und das Geschlecht Perényi erhielt die Burg als eine Donation zurück. Nachdem es während der Kämpfe um den ungarischen Thron nach der Schlacht von Mohács im Jahr 1526 den Fürsten von Siebenbürgen Johann Zápolya unterstützte, nahm eine kaiserliche Armee im Jahr 1537 die Burg ein. Seither war die Burg eine Festung mit permanenter Garnison. Die letzten Besitzer stammten aus dem Geschlecht Rákóczi, das die Burg 1642 erwarb. Bei einer Pulverexplosion im Jahr 1660 wurde die Burg schwer beschädigt und es kam danach zum Verfall. 1687 ließ der damalige Kommandant die beschädigten Burggebäude verbrennen; seither ist die Burg eine Ruine.